# 卡普斯京
49°49′53″N 27°9′58″E / 49.83139°N 27.16611°E
卡普斯廷（烏克蘭語：Капустин）是位於烏克蘭西部的村莊，由赫梅利尼茨基州裡赫梅利尼茨基區的舊康斯坦丁尼夫市鎮負責管轄。該村始建於1589年，面積1.76平方公里，海拔高度292米，2001年人口357，人口密度每平方公里202.8人。